# 高野鎮雄
髙野 鎮雄（たかの しずお、1923年8月18日 - 1992年1月19日）は、日本ビクターの元副社長。事業部長だった頃にVHSの開発を指揮し、「VHSの父」「ミスターVHS」と呼ばれる。1986年に副社長に就任した。

## 来歴・人物

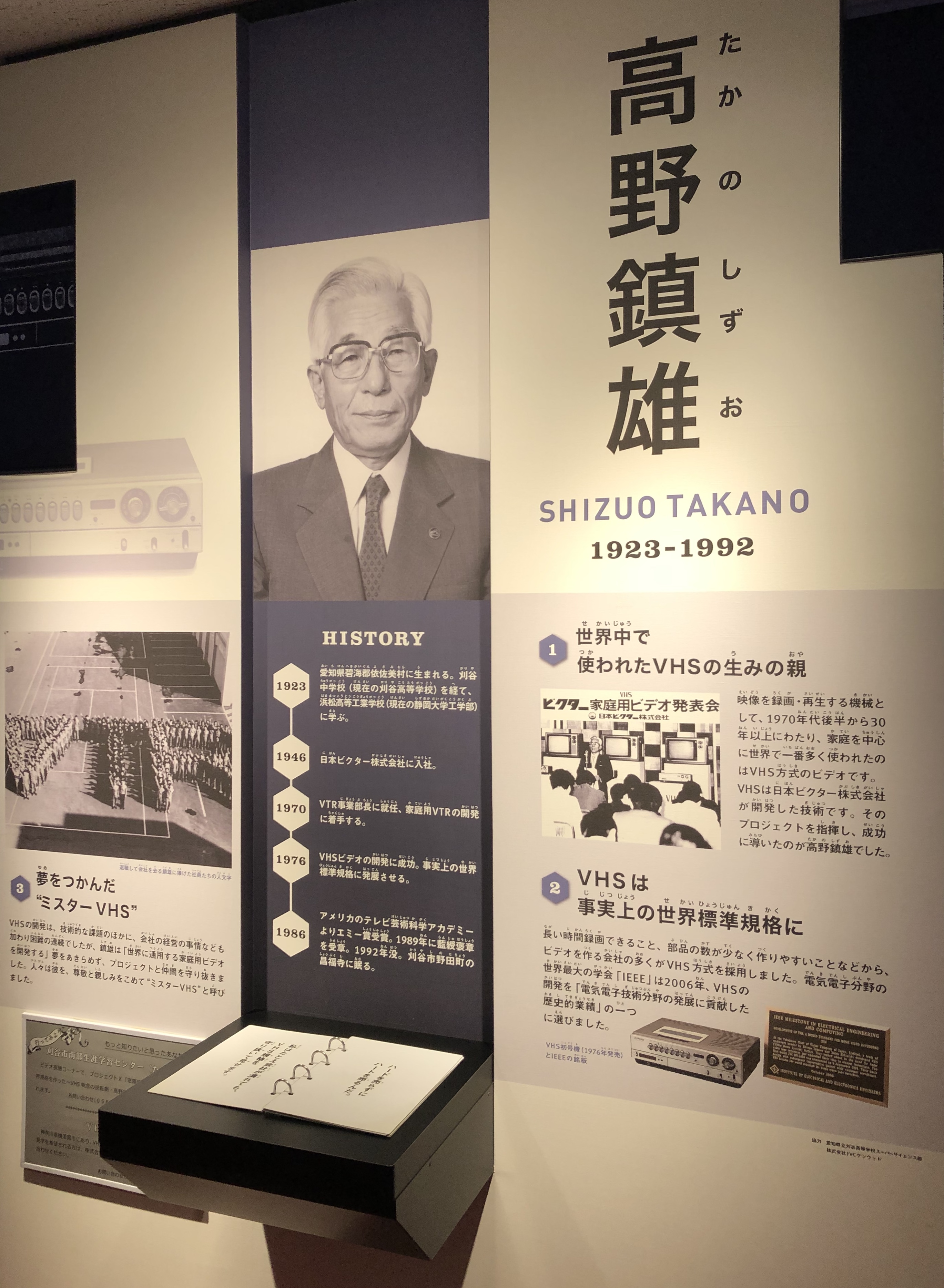
夢と学びの科学体験館（刈谷市）。高野の足跡が紹介されている。

愛知県碧海郡依佐美村（現・安城市）出身。旧制刈谷中学校（現・愛知県立刈谷高等学校）、浜松高等工業学校精密機械科（現・静岡大学工学部）を卒業。
日本光学工業（現・ニコン）に入社後、応召。1946年、日本ビクターに入社。
1986年6月、副社長に就任。エミー賞受賞。1989年、藍綬褒章受章。
1992年1月19日、死去。68歳没。墓は刈谷市の昌福寺にある。
VHS開発の経緯はNHKのドキュメンタリー番組「プロジェクトX〜挑戦者たち〜」で2000年4月4日に放送された「窓際族が世界規格を作った～VHS・執念の逆転劇～」で紹介され、大きな反響を呼んだ。また、この記録を元に製作された、西田敏行の主演による映画『陽はまた昇る』が2002年に公開された。